# Anakapalli (Distrikt)
Der Distrikt Anakapalli (Telugu అనకాపల్లి జిల్లా) ist ein Verwaltungsdistrikt im indischen Bundesstaat Andhra Pradesh. Verwaltungssitz ist die namensgebende Stadt Anakapalli. Der Distrikt wurde 2022 gebildet.

## Lage und Klima

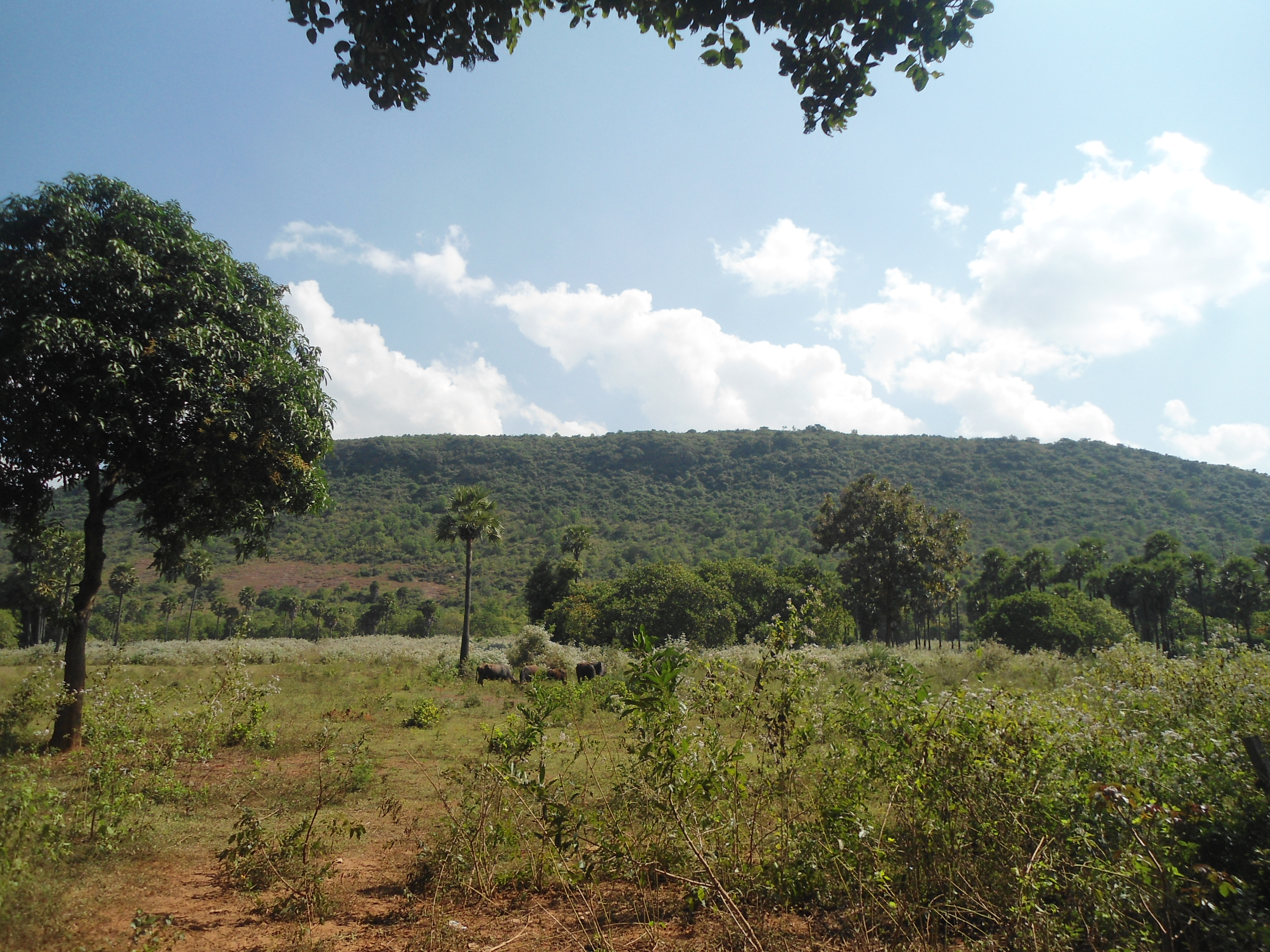
Ostghats nahe Kondakarla

Der Distrikt liegt an der nördlichen Küste von Andhra Pradesh. Die angrenzenden Distrikte sind Alluri Sita Ramaraju im Norden und Nordwesten, Vizianagaram und Visakhapatnam im Nordosten, sowie Kakinada im Südwesten. Entlang der Küste ist das Terrain eben. Weiter im Landesinneren finden sich Ausläufer der Ostghats. Nach offiziellen Angaben waren im Jahr 2019/20 von den 4290,71 km² Distriktfläche 784,45 km² (18,3 %) mit Wald bedeckt.
Der Jahresniederschlag liegt bei etwa 1175 mm, wovon etwa zwei Dittel während der Zeit des Südwestmonsuns fallen. April und Juni sind die heißesten Monate.

## Geschichte
Der Distrikt wurde am 4. April 2022 im Rahmen einer Distriktneugliederung Andhra Pradeshs aus Teilen des Distrikts Visakhapatnam neu gebildet. Der neue Distrikt wurde nach seiner designierten Distrikthauptstadt Anakapalli benannt.

## Bevölkerung
Da der Distrikt zum Zeitpunkt der letzten Volkszählung 2011 noch nicht existierte, gibt es keine direkten Angaben der indischen Zensusbehörde zu den Bevölkerungsverhältnissen. Jedoch lassen sich demographische Daten aus der Zensuserhebung 2011 berechnen. Demnach hatte der spätere Distrikt im Jahr 2011 1.726.998 Einwohner (854.821 männlich, 872.177 weiblich), was bei einer Fläche von 4290,71 km² einer Bevölkerungsdichte von 402 Einwohnern pro Quadratkilometer entsprach. 250.359 Personen (14,5 %) lebten in städtischen und 1.476.639 (85,5 %) in ländlichen Siedlungen. 935.148 Personen (524.596 männlich, 410.552 weiblich) konnten lesen und schreiben. Die Alphabetisierungsrate (> 6 Jahre) lag damit bei 60,55 % (männlich: 68,90 % / weiblich: 52,43 %). 158.060 Personen waren Angehörige registrierter unterprivilegierter Kasten (scheduled castes) und 47.975 zählten zur registrierten indigenen Stammesbevölkerung (scheduled tribes). In religiöser Hinsicht war der Distrikt außerordentlich homogen: 1.694.335 Hindus, 14.569 Muslime, 13.389 Christen, 381 Sikhs, 141 Buddhisten, 262 Jains, 54 andere Religionen und 3867 ohne Angabe.

## Verwaltungsgliederung

### Mandals
Im Jahr 2023 war der Distrikt in zwei Divisionen und 24 Mandals unterteilt.
- Division Anakapalli mit den 12 Mandals Atchutapuram, Butchiahpeta, Kasimkota, Chodavaram, Devarapalli, Elamanchili, K. Kotapadu, Rambilli, Munagapaka, Parawada, Sabbavaram
- Division Narsipatnam mit den 12 Mandals Cheedikada, Madugula, Golugonda, Kotauratla, Makavarapalem, Nakkapalli, Narsipatnam, Nathavaram, Payakaraopeta, Ravikamatham, Rolugunta, S. Rayavaram

### Städtische Siedlungen
Zum Zeitpunkt der Volkszählung 2011 gab es im späteren Distrikt zwei Municipalities (mit Einwohnerzahlen 2011): Narisipatnam (33.757) und Yelamanchili (27.265). Beide Städte waren 2011 noch als Census towns klassifiziert worden. Die beim Zensus 2011 noch als Municipality eingestufte Stadt Anakapalli (86.519) ist seit 2013 Teil der Greater Visakhapatnam Municipial Corporation.

## Wirtschaft

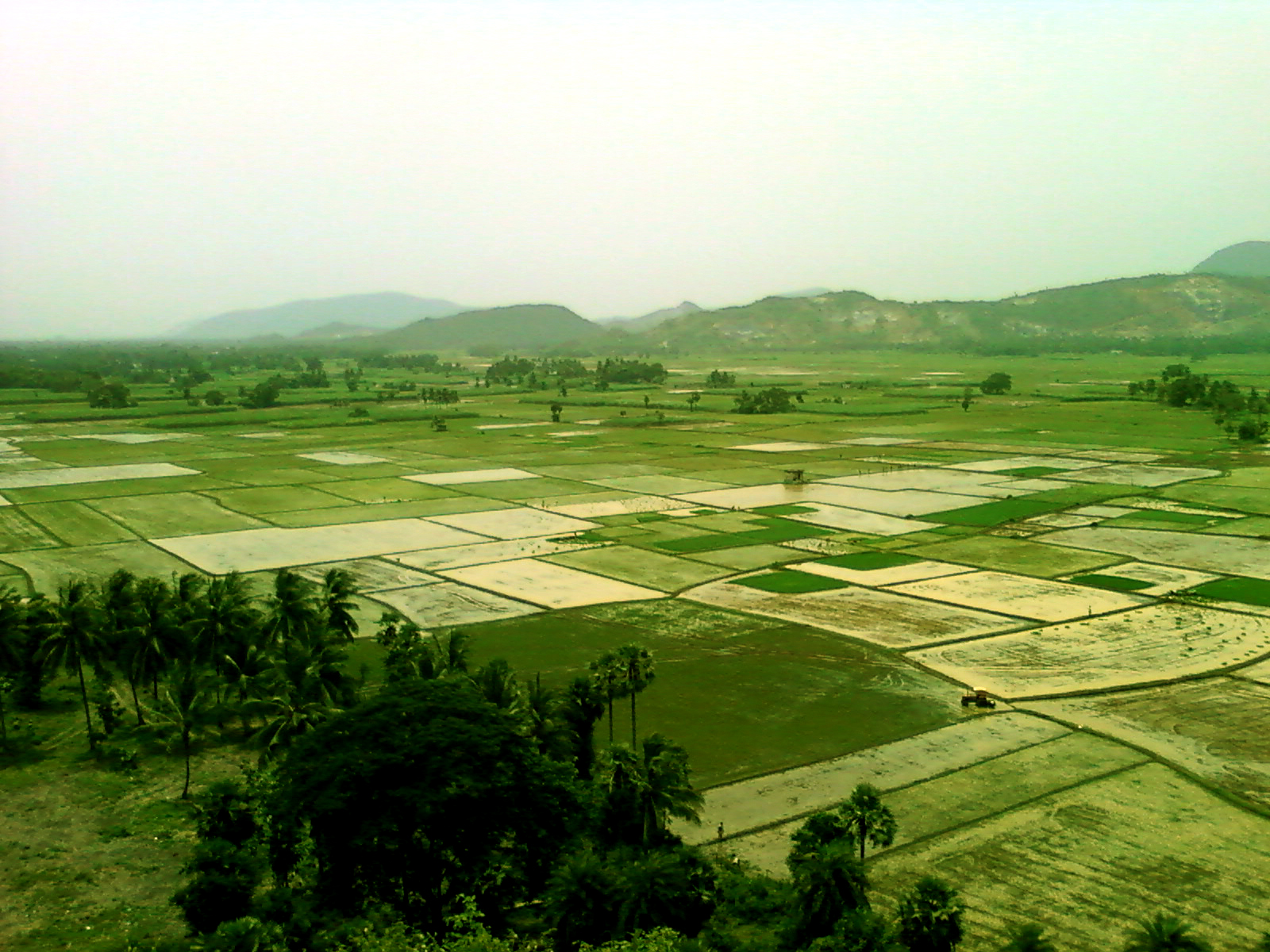
Reisfelder bei Sankaram

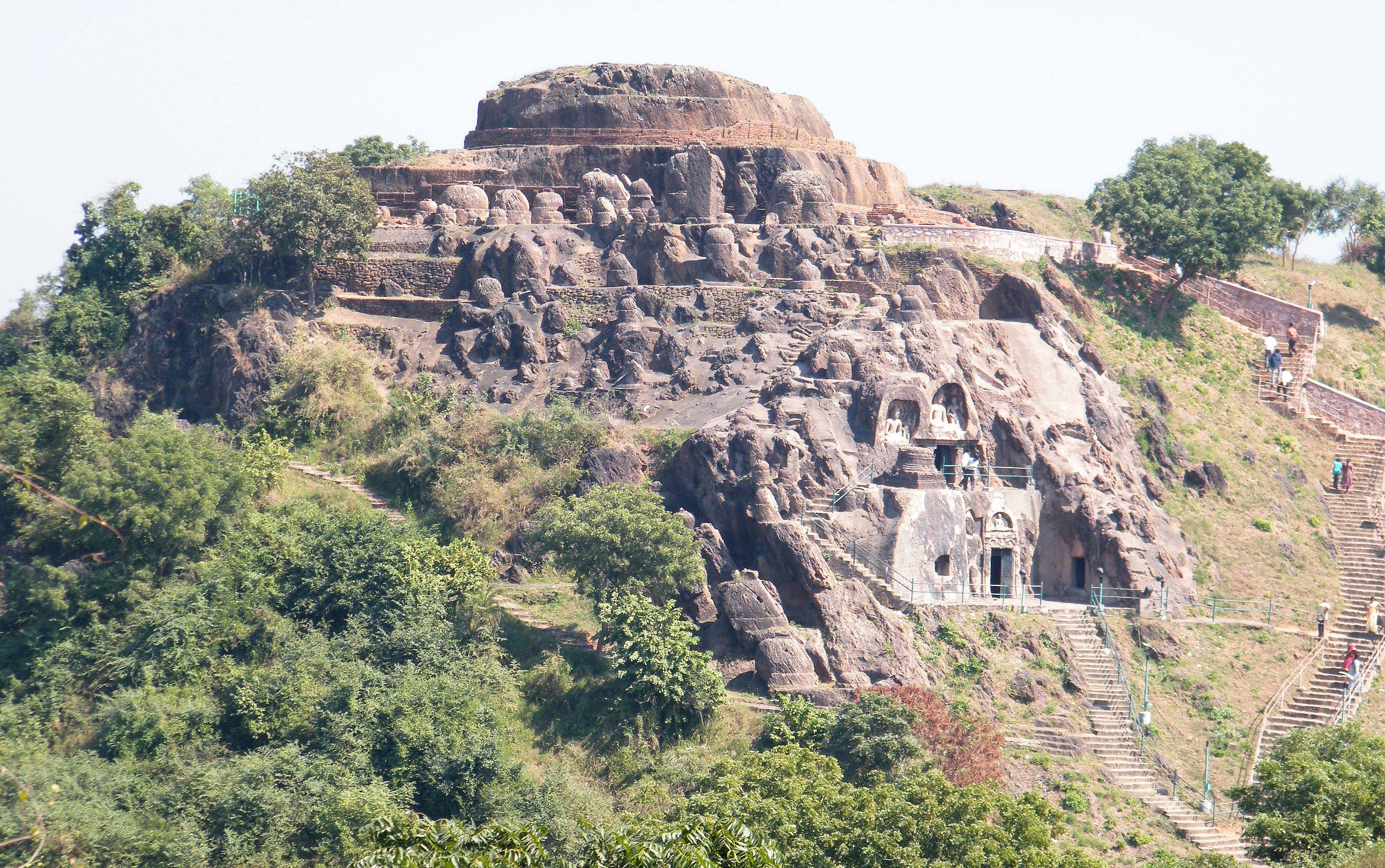
Buddhistische Stätten bei Sankaram

Der Distrikt ist landwirtschaftlich geprägt. Im Jahr 2019/20 wurden 1536,5 km² für den Ackerbau genutzt, davon 536,8 km² für den Reisanbau, 430,2 km² für den Anbau von Zuckerrohr, 70,0 km² für den Anbau von Urdbohnen und 29,0 km² für Mungbohnen.
An etwas größeren gewerblichen Unternehmen gibt es einige wenige Betriebe der pharmazeutischen und chemischen Industrie. Die Orte Veduruwada, Uddhapalem und Duppituru im Mandal Atchutapuram wurden als Sonderwirtschaftszonen (Special Economic Zones) für die Industrieansiedlung ausgewiesen. Am 31. Oktober 2022 gab die Regierung Andhra Pradeshs ihre Absicht bekannt, bei dem Dorf Koduru eine Industriezone für Kleinunternehmen (MSME Park, MSME = micro, small and medium enterprises) zu entwickeln.

## Besonderheiten
Bei dem Dorf Sankaram, etwa 3,5 Kilometer von Anakapalli entfernt, finden sich zwei felsige Hügel (Bojjannakonda und Lingalametta) mit Votivstupas und buddhistischen archäologischen Relikten aus dem ersten nachchristlichen Jahrtausend (). Nahe dem Dorf Panchadarla im Mandal Rambilli gibt es kulturhistorisch bedeutende Tempelruinen aus dem 12. Jahrhundert (). Ebenfalls etwa aus dieser Zeit stammt der Sri-Neelakanteswara-Swamy-Tempel () im Dorf Tadi (Mandal Parawada).
Eine Natursehenswürdigkeit ist das Kondakarla-Ava-Vogelschutzgebiet, ein Feuchtgebiet in den Mandals Munagapaka und Atchutapuram.